# كتالونيا نعم نستطيع
كتالونيا نعم نستطيع كان ائتلافًا يساريًا يتألف من بوديموس ومبادرة كتالونيا الخضر واليسار المتحد والبديل. تم تشكيلها في عام 2015 لخوض الانتخابات الكتالونية المقرر إجراؤها في 27 سبتمبر من ذلك العام.
حصل كتالونيا نعم نستطيع على 367،613 صوتًا (8.94 ٪ من الأصوات) و11 مقعدًا في انتخابات 2015 الكتالونية.